# Cibugel (Cisoka)
Cibugel is een bestuurslaag in het regentschap Tangerang van de provincie Banten, Indonesië. Cibugel telt 8387 inwoners (volkstelling 2010).